# Half Baked – Völlig high und durchgeknallt
Half Baked – Völlig high und durchgeknallt (deutsch „halb-fertig, unausgereift“, umgangssprachlich auch „halb bekifft“) ist eine US-amerikanische Stoner-Komödie aus dem Jahr 1998 unter der Regie von Tamra Davis. Er ist auch unter dem Alternativtitel Half Baked – Eine Tüte voller Gras bekannt.
Half Baked kam am 16. Januar 1998 in den USA in die Kinos und spielte am ersten Wochenende über 7 Millionen US-Dollar ein. Insgesamt erzielte der Film bei einem Produktionsbudget von 8 Millionen US-Dollar ein Kassenergebnis von 17 Millionen US-Dollar.
Der Film kam trotz des vergleichsweise großen Erfolges nicht in australische Kinos, vermutlich weil die Handlung zum Teil unkritisch auf dem Konsum von Marihuana aufbaut. Er wurde dort jedoch als Video veröffentlicht und auch im Fernsehen ausgestrahlt.
In Inside the Actors Studio beklagte Drehbuchautor und Hauptdarsteller Dave Chappelle 2006, dass sein Originaldrehbuch eigentlich viel besser gewesen sei. Vor allem habe er vorgehabt, den Film auf eine erwachsenere Zielgruppe zuzuschneiden.

## Handlung
Thurgood und seine Freunde Brian und Scarface sehen sich gezwungen, mit medizinischem Marihuana zu handeln, um ihren Freund Kenny aus dem Gefängnis frei zu kaufen. Dieser hatte zuvor unabsichtlich ein an Diabetes leidendes Polizeipferd mit Süßigkeiten getötet. Das Marihuana wird aus dem Labor, in dem Thurgood als Putzkraft arbeitet, entwendet. Sie gründen eine Firma, Mr. Nice Guy (eine Anspielung auf Howard Marks, der in den 70er und 80er Jahren den Marihuanahandel in den USA maßgeblich kontrollierte), verkaufen die Droge und werden bei den Abnehmern schnell sehr populär. Thurgoods Leben gerät in einige Turbulenzen, als seine gegen Drogen engagierte Freundin Mary Jane (eine Szene-Namensvariante von Marihuana) herausfindet, dass er für Mr. Nice Guy arbeitet. Bald ist auch das Leben der anderen in Gefahr, als der lokale Drogendealer Samson Simpson bemerkt, dass Mr. Nice Guy sein Geschäft ruiniert, inklusive des Handels mit seinen ehemaligen Kunden, unter anderem dem Rapper Sir Smoke-a-Lot (Anspielung auf Sir Mix-a-Lot).

## Kritik
„Ein Komödienversuch, dessen Handlung jeder Beschreibung spottet und dessen platte Kalauer schlichtweg als kindisch eingestuft werden müssen. Ein Film, der bei klarem Verstand nicht zu ertragen ist.“

„Unlike most comedies of this genre, "Half Baked" is riotous even to the sober. Any reservations you have about the film go quickly up in smoke.“

„Anders als die meisten anderen Filme dieses Genres ist "Half Baked" auch für Nüchterne witzig. Alle Vorbehalte diesem Film gegenüber werden schnell in Rauch aufgehen.“